# Dirac-ligningen
Dirac-ligningen er en fusion mellem Schrödingerligningen og den specielle relativitetsteori. Ligningen er
{\displaystyle -i\hbar c\left({\boldsymbol {\alpha }}\cdot \nabla \right)\psi +\beta mc^{2}\psi =i\hbar {\frac {\partial \psi }{\partial t}}},
hvor {\displaystyle m} er partiklens masse, {\displaystyle \mathbf {r} } er stedvektor for partiklen, {\displaystyle c} er lysets hastighed og {\displaystyle \hbar } er den reducerede Planck-konstant (h streg). {\displaystyle \beta } er en 4×4 matrix og {\displaystyle {\boldsymbol {\alpha }}} består af 3 forskellige 4×4 matricer – en for hver dimension. I denne model er {\displaystyle \psi } ikke bare en funktion, men en vektorfunktion med fire komponenter.
En af de ting, som Dirac-ligningen kan forklare, er betydningen af spin. Spin indgår ikke i Schrödingerligningen, men i Dirac-ligningen dukker det op som en konsekvens af mødet mellem kvantemekanik og relativitetsteori. Dirac-ligningen kan forklare ting som finstruktur i atomspektre, men kommer dog til kort ved f.eks. det gyromagnetiske spinforhold {\displaystyle g_{s}}. Diracs teori forudsiger værdien af {\displaystyle g_{s}} til at være præcis 2, men målinger viser, at den er lidt højere end 2. Dette kan forklares inden for kvantefeltteori.